# Robert Joseph Baker
Robert Joseph Baker (Willard, Ohio, 4 de junio de 1944) es un obispo católico estadounidense que fue obispo de la diócesis de Birmingham en Alabama . Fue nombrado para este puesto por el Papa Benedicto XVI el 14 de agosto de 2007 e instalado el 2 de octubre de 2007. Ha escrito varios libros. El 25 de junio de 2019, Baker le pidió al Papa Francisco que aceptara su carta de renuncia.

## Biografía
Fue ordenado en la Diócesis de San Agustín en Florida el 21 de marzo de 1970 y enviado a Roma para hacer estudios de Teología dogmática. Durante sus primeros años de sacerdocio estuvo como párroco en la misma Diócesis de San Agustín y fue formador de nuevos sacerdotes en el seminario. Fue nombrado Obispo de Charleston en 1999 por el Papa Juan Pablo II siendo ordenado el 29 de septiembre de 1999. El Obispo Baker promovió el crecimiento de la Diócesis de Charleston, Carolina del Sur aumentando el número de conversiones en esta zona y levantando nuevos templos y colegios católicos. 
El Papa Benedicto XVI lo nombró como Obispo de Birmingham en el estado de Alabama el 14 de agosto de 2007 y fue instalado en esta Diócesis el 2 de octubre del mismo año. Al cumplir 75 años, Baker envió una carta de renuncia, como lo requieren todos los obispos cuando alcanzan esta edad. Sin embargo, el 25 de junio de 2019, se reveló que Baker había enviado otra carta al Papa Francisco, donde le pidió que aceptara su carta de renuncia. El 25 de marzo de 2020, el Papa Francisco aceptó su renuncia.